# Roten

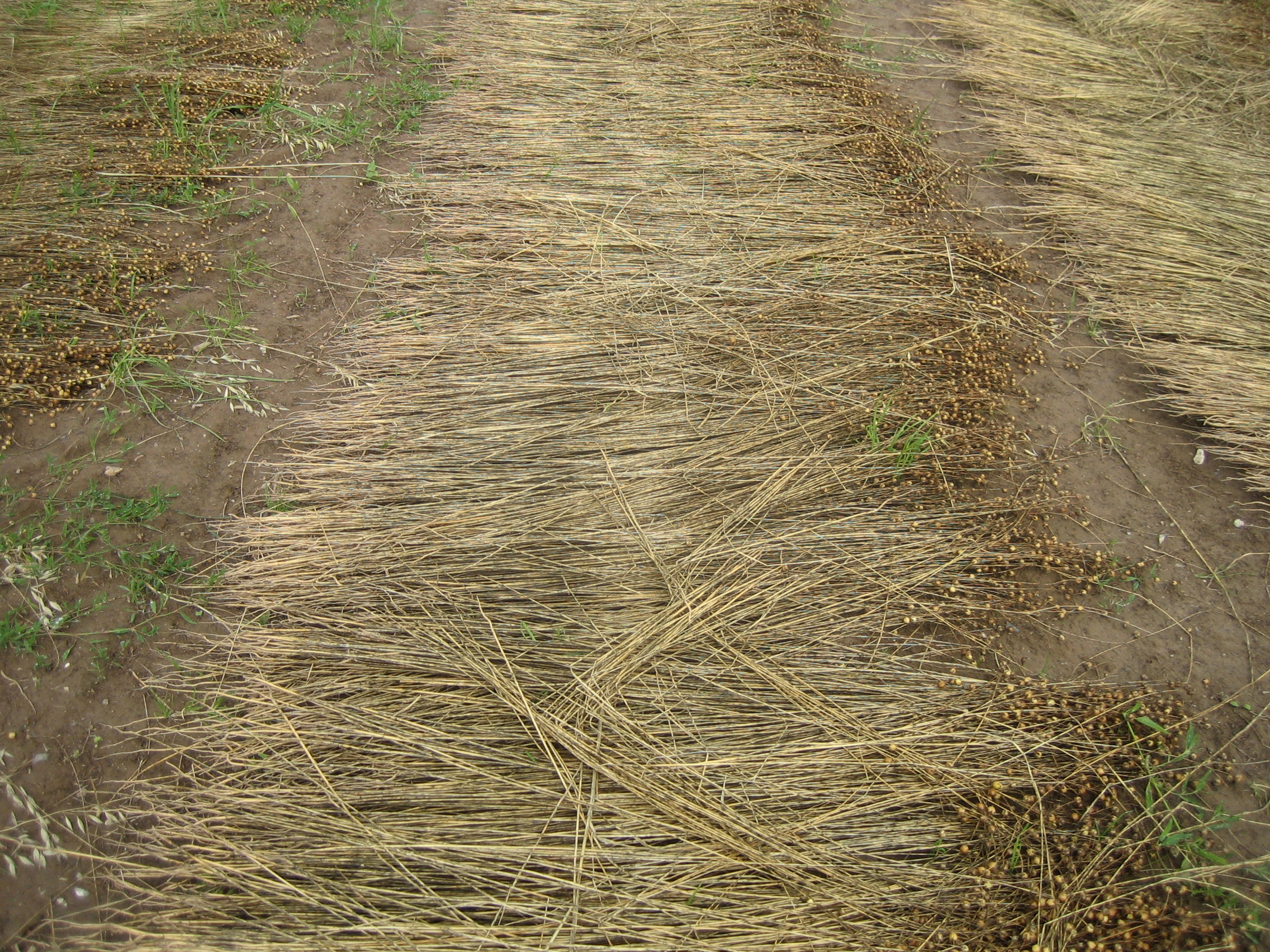
Veldroten

Dwarsdoorsnede van een vlasstengel. 1=merg; 2=primairxyleem; 3=xyleem; 4=floëem; 5=sclerenchym (de vezel); 6=cortex; 7=epidermis

Roten is het blootstellen van vlas-, hennep- of jutestengels aan water, opdat de vezels vrijkomen die gebruikt worden in de textielindustrie.
Nadat het vlas geoogst en gedroogd was, werd het gerepeld, zodat de met lijnzaad gevulde vlasbollen gewonnen konden worden. De vezels, die in de stengel in enkele tientallen bundels gerangschikt zijn, moesten nu worden vrijgemaakt. Daartoe moest de pectine, waarmee de bundels bijeengehouden werden, worden afgebroken, daartoe werden de stengels geroot. Het was vaak ongezond werk, men kon er vlaskoorts door krijgen.

## Methoden
- Veldroten of dauwroten, waarbij het vlas op de zogeheten rootakker wordt uitgespreid. Dit geschiedt van september tot oktober. Door dauw en regen, en tevens door een spontaan optredende schimmelsoort, worden de vezels vrijgemaakt. Om rotting te voorkomen, moet het vlas geregeld gekeerd worden.
- Blauwroten of modderroten geschiedt in stilstaand water. Men gebruikt hiervoor een vierkante rootput van ongeveer 1 meter diep. Ook vennen werden voor dit doel gebruikt.
- Roten in stromend water geschiedde vanaf de Middeleeuwen. Het te roten vlas wordt daarbij in open houten bakken (hekkens) geplaatst, die parallel aan de oever van de stroom in de rivier liggen. De hekkens werden met kettingen aan palen vastgelegd. Het stuk oever dat de boer daartoe bezat, werd een aard genoemd. In België stond vooral de Leie hierom bekend, die werd om die reden wel de Gouden rivier genoemd. Ook de Mandel werd gebruikt. Het roten geschiedde van mei tot oktober. In 1943 werd het roten op deze rivieren verboden vanwege de daaraan verbonden milieuproblemen.
- Warmwaterroten gebeurde in fabriekjes, en wel in ondergrondse betonnen bakken. Dit was het zogeheten puttevlas. Hoewel ontwikkeld vanaf de 18e eeuw, werd het in Vlaanderen pas omstreeks 1900 ingevoerd. Op deze wijze kon het monopolie van de Leieboeren worden doorbroken, want niet langer was men afhankelijk van de rivier, noch van de weersomstandigheden.

Hoewel het veldroten de meest primitieve methode is, en men er de akkers een tijdlang voor nodig heeft, wordt ze toch vaak weer toegepast.

## Externe bron
- Van vlas tot linnen